# Udo Voigt
Pour les articles homonymes, voir Voigt.
Udo Voigt, né le 14 avril 1952 à Viersen (Rhénanie-du-Nord-Westphalie, Allemagne de l'Ouest) et mort le 17 juillet 2025, est un homme politique d'extrême droite et politologue allemand. Il est député européen de 2014 à 2019.

## Biographie

### Origines et études
Fils d'un ancien de la Sturmabteilung (SA), Udo Voigt, après son service militaire comme ingénieur dans l'aviation, étudie de 1982 à 1987 et sort diplômé en science politique de l'université Louis-et-Maximilien de Munich.

### Leader de l'extrême droite
En 1968, Udo Voigt adhère au Parti national-démocrate d'Allemagne (NPD), parti d'extrême droite allemand, puis devient membre de la présidence de la section bavaroise du parti en 1984. Continuant son ascension au sein du parti, il en devient le chef en 1996.
C'est à ce titre qu'Udo Voigt s'efforce d'extirper son parti du marasme dans lequel il se trouve depuis les années 1970-1980, jouant avec les menaces de dissolution dont a fait plusieurs fois l'objet le NPD.
Après les attentats du 11 septembre 2001, à New York, Voigt organise une table ronde avec les membres du Hizb ut-Tahrir en vue d'une alliance nationale-islamiste, avec le NPD,.
En 2004, après voir apporté la première victoire électorale de son parti depuis les années 1960, Udo Voigt provoque un scandale en Allemagne lorsqu'il qualifie, dans un journal allemand d'extrême-droite (Junge Freiheit), « Hitler de grand homme d'État » et la République fédérale allemande de « système illégitime ». Le 17 novembre, il rend visite à Alessandra Mussolini au Parlement européen de Strasbourg.

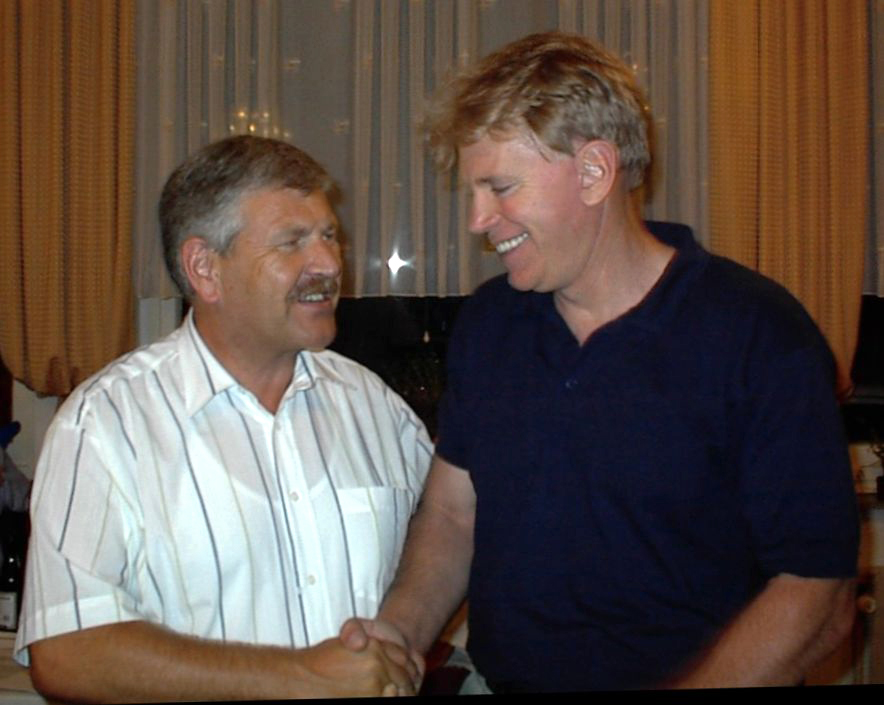
Udo Voigt et David Duke, ancien dirigeant du Ku Klux Klan.

En 2006, il est interviewé par le responsable du Ku Klux Klan, David Duke,.
Dans une interview diffusée le 10 décembre 2007 sur la chaîne allemande ARD, Udo Voigt relativise la Shoah et déclare : « Six millions de morts, cela ne peut pas être exact. Au maximum, 340 000 personnes sont mortes à Auschwitz. Ce que disent toujours les juifs, c'est « même si un seul juif était mort parce qu'il est juif, ce serait un crime ». Mais il y a une différence entre payer pour 6 millions [de morts] et pour 340 000 ». Par ailleurs, le chef du NPD exige la « restitution de la Poméranie, la Prusse-Occidentale, la Prusse-Orientale et la Silésie. Car toutes ces villes sont selon nous allemandes, et nous réclamons d'exercer sur elles notre droit. »
Dans un enregistrement, on peut l'entendre proposer de présenter la candidature de Rudolf Hess, personnalité majeure du Troisième Reich, pour le prix Nobel de la paix.

### Parlement européen
En 2014, le NPD récolte 1 % des voix aux élections européennes, ce qui permet à Voigt d'obtenir un siège au Parlement européen. Siégeant parmi les non-inscrits, il est membre de la commission des Libertés.
Le 24 juin 2015, la commission des affaires juridiques du Parlement européen vote à l'unanimité la levée de l'immunité parlementaire d'Udo Voigt, demandée à la suite de sa condamnation à un an de prison avec sursis pour « incitation à la violence et insultes en réunion ». En 2006, dans le cadre de la coupe du monde de football 2006, le NPD, dont Udo Voigt était alors le président, avait fait publier des affiches jugées « racistes » au sujet de l'équipe allemande. L'assistant parlementaire local d'Udo Voigt, Karl Richter, réagit au vote de la commission des affaires juridiques du Parlement en déplorant notamment les votes favorables de Joëlle Bergeron (indépendante, ancienne membre du Front national) et Gilles Lebreton (membre du Rassemblement bleu Marine).

### Mort
Udo Voigt meurt le 17 juillet 2025 des suites d'une « courte et grave maladie », comme l'annonce son parti, La Patrie. Les causes exactes du décès ne sont cependant pas révélées.